# Wiener Küche

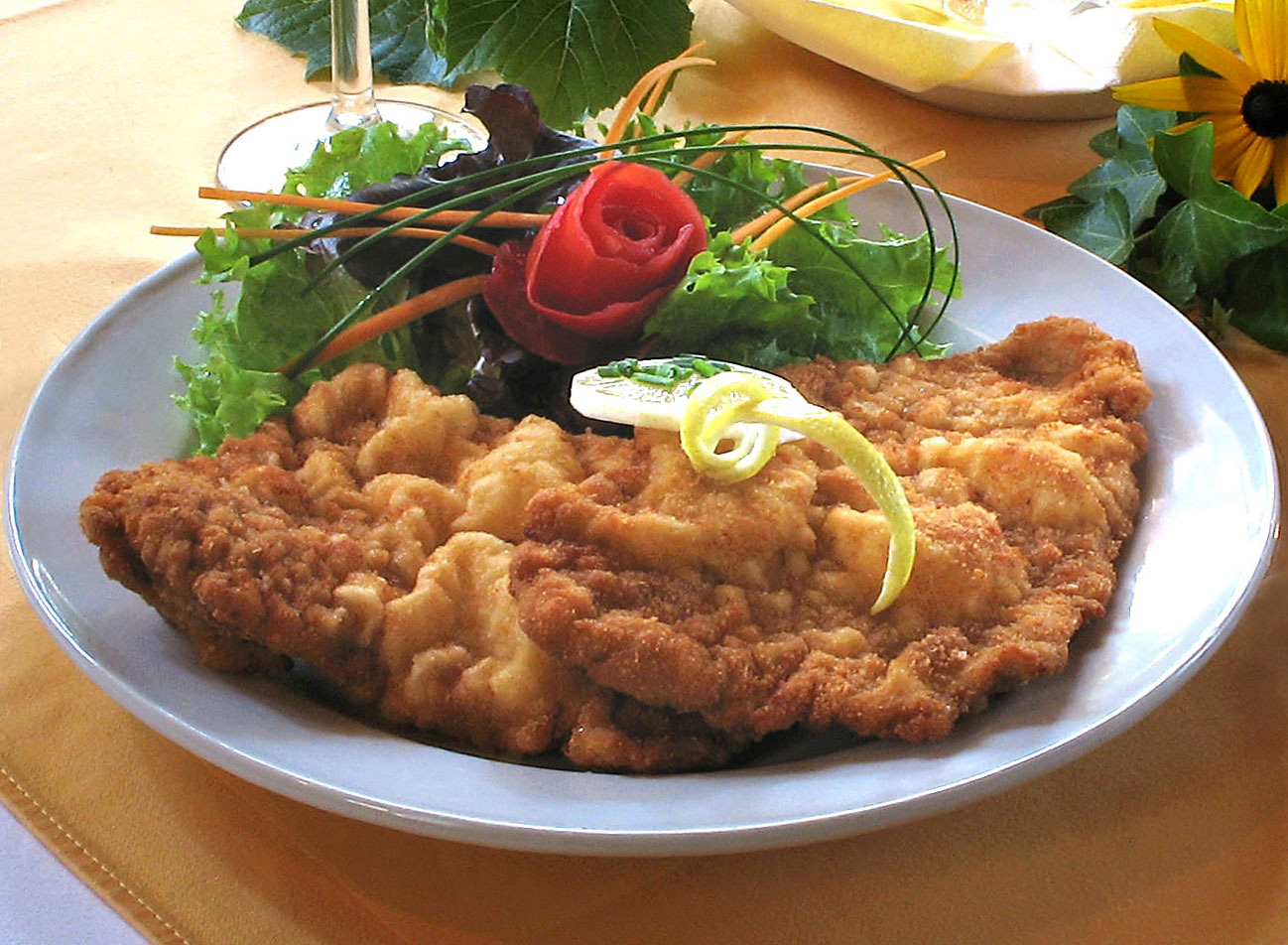
Wiener Schnitzel

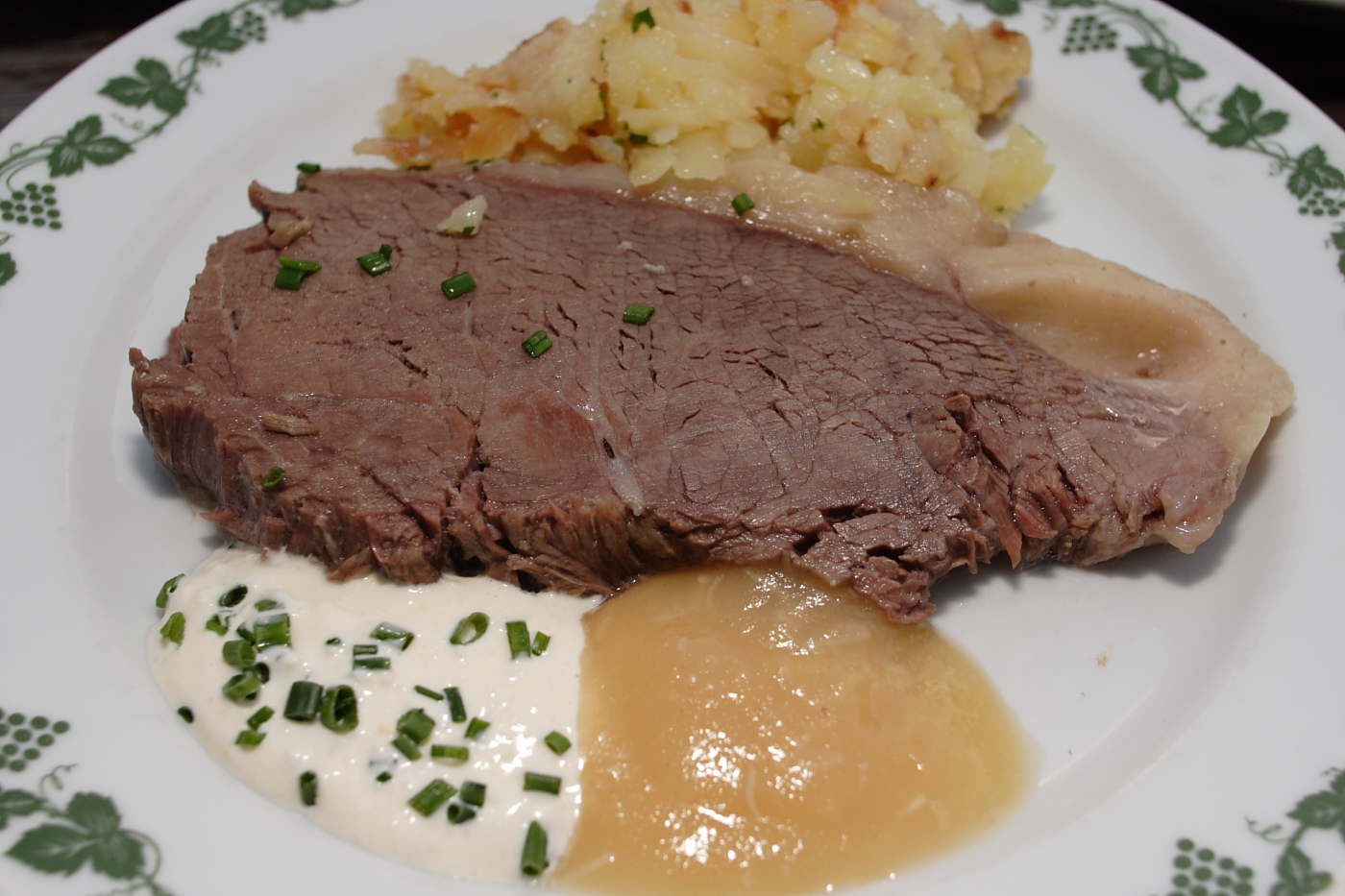
Tafelspitz – gekochtes Rindfleisch mit Apfelkren, Schnittlauchsauce und Erdäpfelgröstl

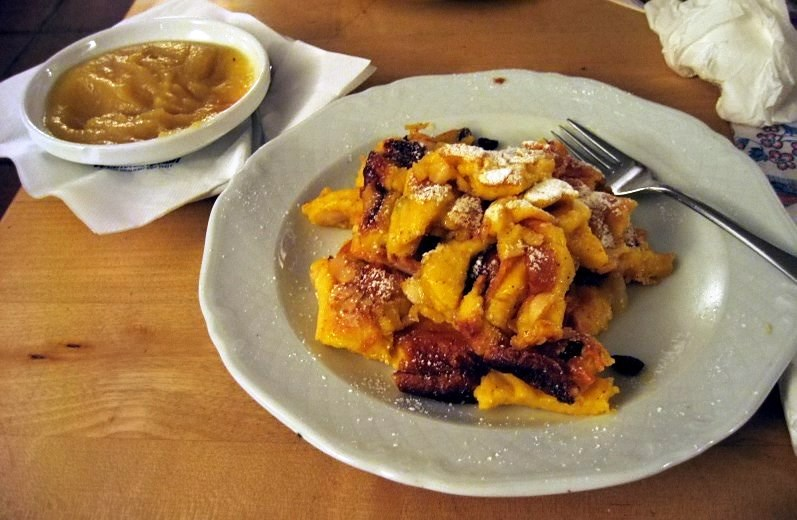
Kaiserschmarrn mit Apfelmus als Beilage

Als Wiener Küche bezeichnet man die Koch- und Esstraditionen der österreichischen Hauptstadt Wien.

## Geschichte
Die Wiener Küche hat verschiedene Ursprünge. Der italienische Einfluss seit etwa 1600 lässt sich an bis heute gebräuchlichen Namen von Zutaten und Gerichten ablesen: Risibisi (venezianisch risi e bisi), Melanzani, Maroni, oder Biskotte (Löffelbiskuit). Im 18. Jahrhundert begann sich der französische Einfluss durchzusetzen – analog der französischen Etikette und Sprache in der Diplomatie, und so wurde etwa die Bezeichnung „Bouillon“ in gutbürgerlichen Kreisen für Suppe üblich.
Ende des 18. Jahrhunderts erschien in deutschsprachigen Kochbüchern erstmals der Begriff „Wiener Küche“, doch im Grunde bildete sich diese erst im folgenden Jahrhundert heraus. Von 18. September 1814 bis 9. Juni 1815 tagte der Wiener Kongress und brachte Gäste aus ganz Europa in die k. u. k. Residenzstadt. Es wurde keine Mühe gescheut, die Delegierten fürstlich zu bewirten und sie mit Musik und Tanz zu unterhalten. Rasch verbreitete sich die Kunde von Wien als kulinarischer Metropole. Mit dem Aufstieg des Bürgertums entwickelte sich zusätzlich zur höfischen Esskultur die sogenannte gutbürgerliche Kost. „Wer etwas auf sich hielt, beschäftigte eine Köchin, welche die teils aufwendigen Rezepte gutbürgerlicher Hausmannskost beherrschte und auch in der Lage war, bei Bedarf, ein repräsentatives Essen zu kreieren.“ „Die Süddeutsche Küche“ von Katharina Prato, 1858 in Graz erschienen – war eines der ersten Kochbücher, das neben der österreichischen und speziell der Wiener Küche auch ungarische, südslawische, polnische, italienische, jüdische und böhmische Elemente miteinbezog. Am Ende des 19. Jahrhunderts entfaltete ein Kochbuch maßgebenden Einfluss: „Die österreichische Küche“ der Wienerin Marie von Rokitansky, erschienen 1897. Die Verfasserin hatte eine Vielzahl an Rezepten gesammelt und wiederholt erprobt. Sie nahm zusätzlich zu den urbanen Gerichten auch eine Reihe von ländlichen Rezepten in ihr Buch auf.

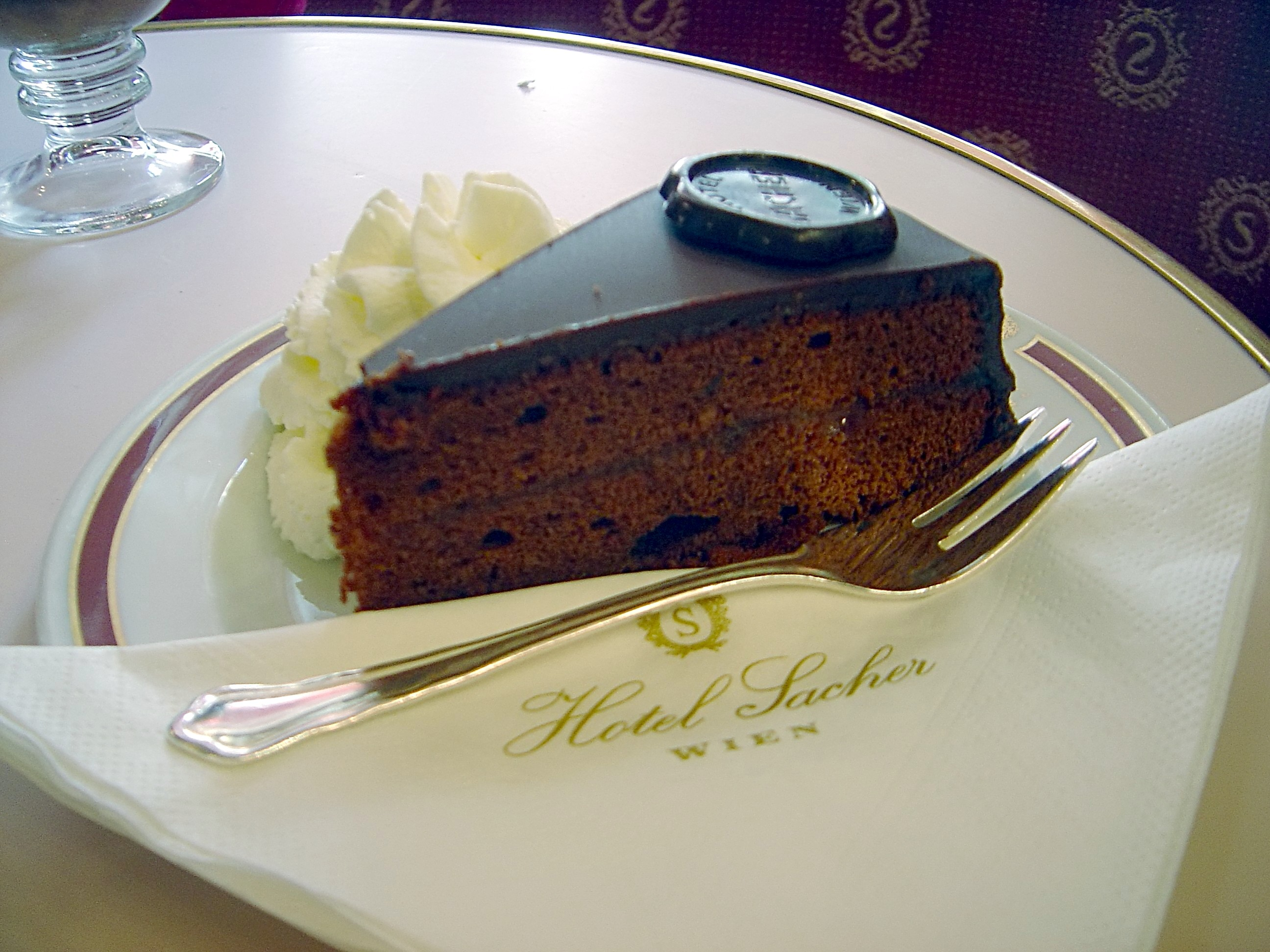
Sachertorte mit Schlagobers

Die traditionelle Wiener Küche ist geprägt von den früheren Einflüssen der Zuwanderer aus den Regionen und Ländern der k.u.k.-Monarchie. Bedingt durch die Lage der Stadt nahe der Grenze zu Ungarn, Böhmen und Mähren finden sich vor allem Speisen aus diesen Ländern auf den Speisekarten. So kam das Gulasch mit seinen Wiener Varianten – dem Wiener-, Fiaker- und dem Zigeuner-Gulasch – und der Strudel, dessen hauchdünner von Hand gezogener Teig aus dem östlichen Mittelmeerraum übernommen wurde, wahrscheinlich über Ungarn nach Österreich. Aus Böhmen stammen vor allem bestimmte Mehlspeisen, wie verschiedene Golatschen und Palatschinken.
Bereits im 14. Jahrhundert wurde der erste Fischmarkt auf dem Hohen Markt eingerichtet. Dem Karpfen kommt seit jeher die größte Bedeutung in der Wiener Küche zu. Aus dessen Kopf, Gräten, Milchner und Rogen bereitete man die Karpfenpeuschel-Suppe zu, die später auch unter der Bezeichnung Fischbeuschelsuppe bekannt wurde. In traditionsbewussten Wiener Gasthöfen ist sie heute noch, besonders zu Weihnachten, eine klassische Wiener Speise.
Die Erneuerung gastronomischer Entwicklungen der jüngsten Vergangenheit in Österreich begann mit der „Neuen Wiener Küche“.

## Typische Gerichte der Wiener Küche (Auswahl)

### Kalte Küche
- Wiener Heringssalat
- Presswurst mit Essig und Öl
- Rindfleisch mit Essig und Öl

### Suppen
- Rindsuppen mit Einlagen:[3]
  - Backerbsen
  - Fleischstrudel
  - Frittaten
  - Grießnockerl
  - Leberknödel
  - Lungenstrudel
  - Schöberl
  - Speckknödel
  - Bröselknödel
  - Brandteigkrapferl

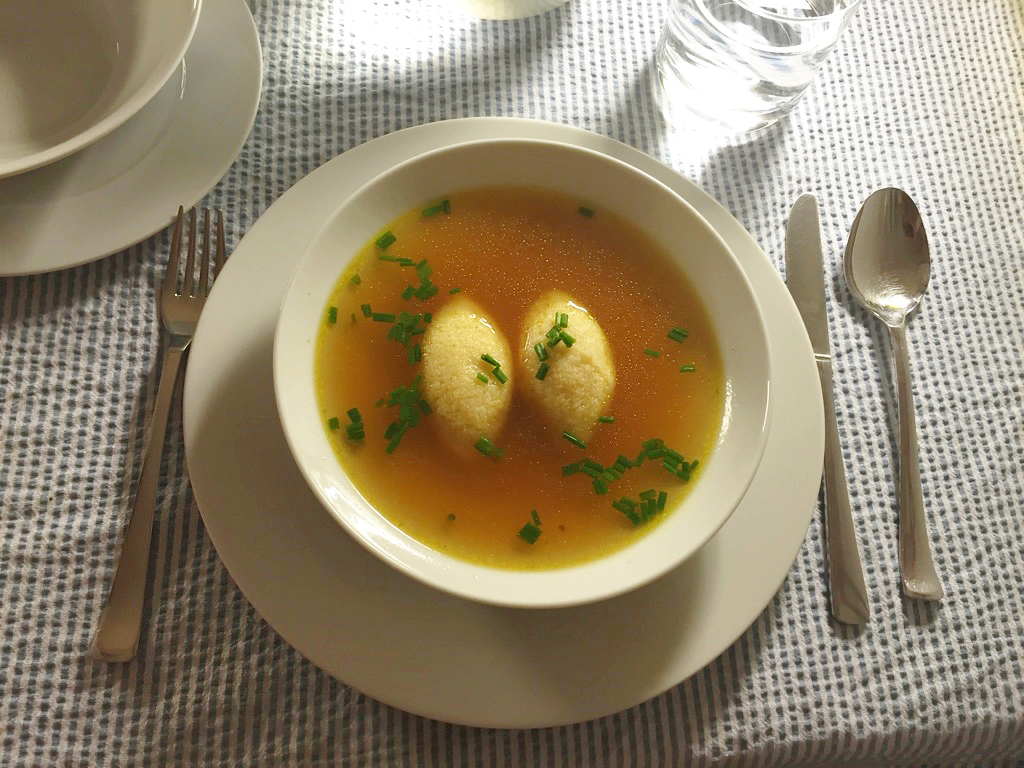
Wiener Grießnockerlsuppe

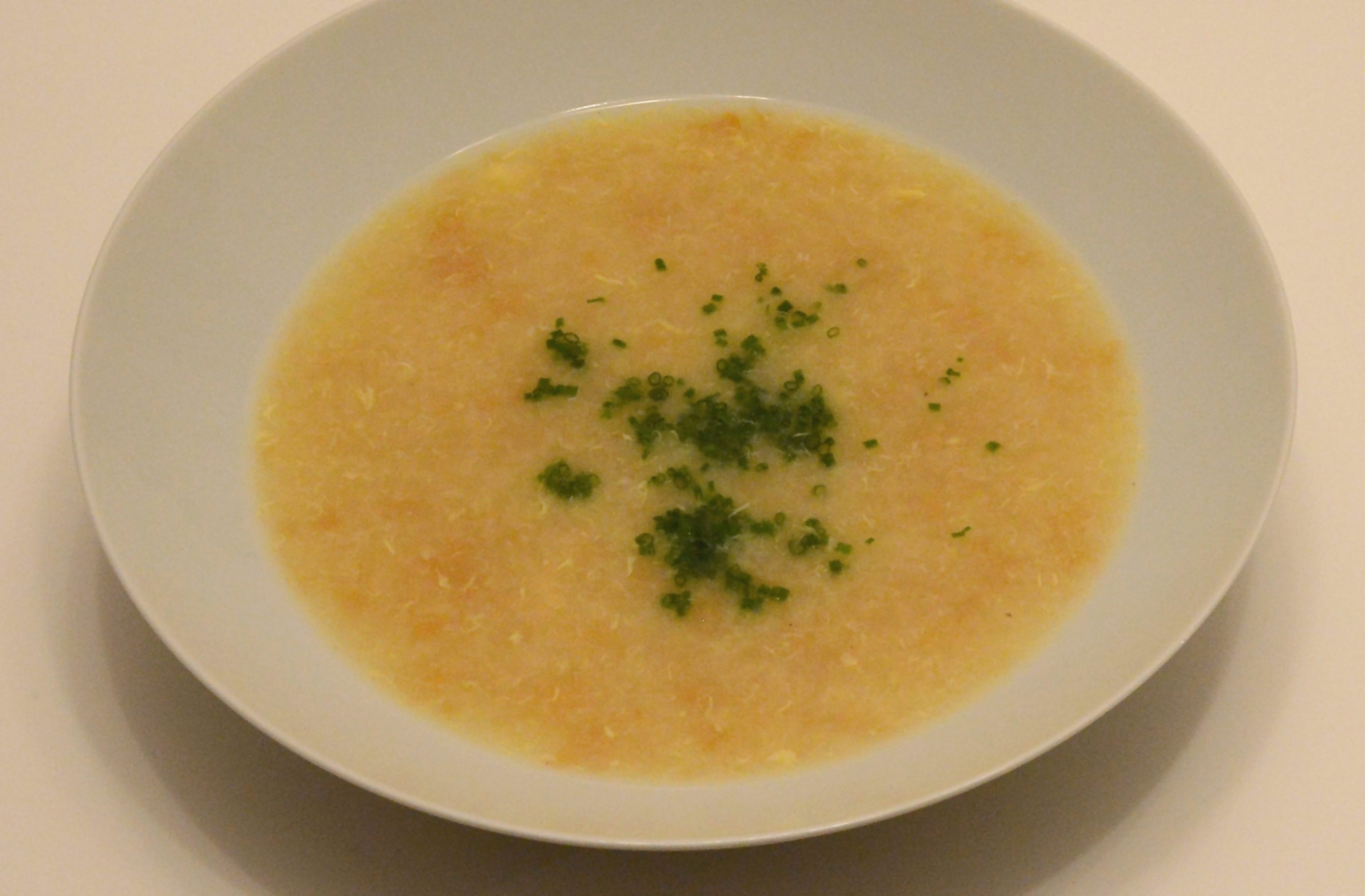
Panadelsuppe

- Wiener Suppentopf (mit gekochtem Rind- und Hühnerfleisch, Gemüse und Fadennudeln)
- Hühnersuppe
- Ochsenschleppsuppe
- Panadelsuppe
- Einbrennsuppe
- Gansleinmachsuppe
- Gulaschsuppe
- Kraftsuppe

### Fleischgerichte

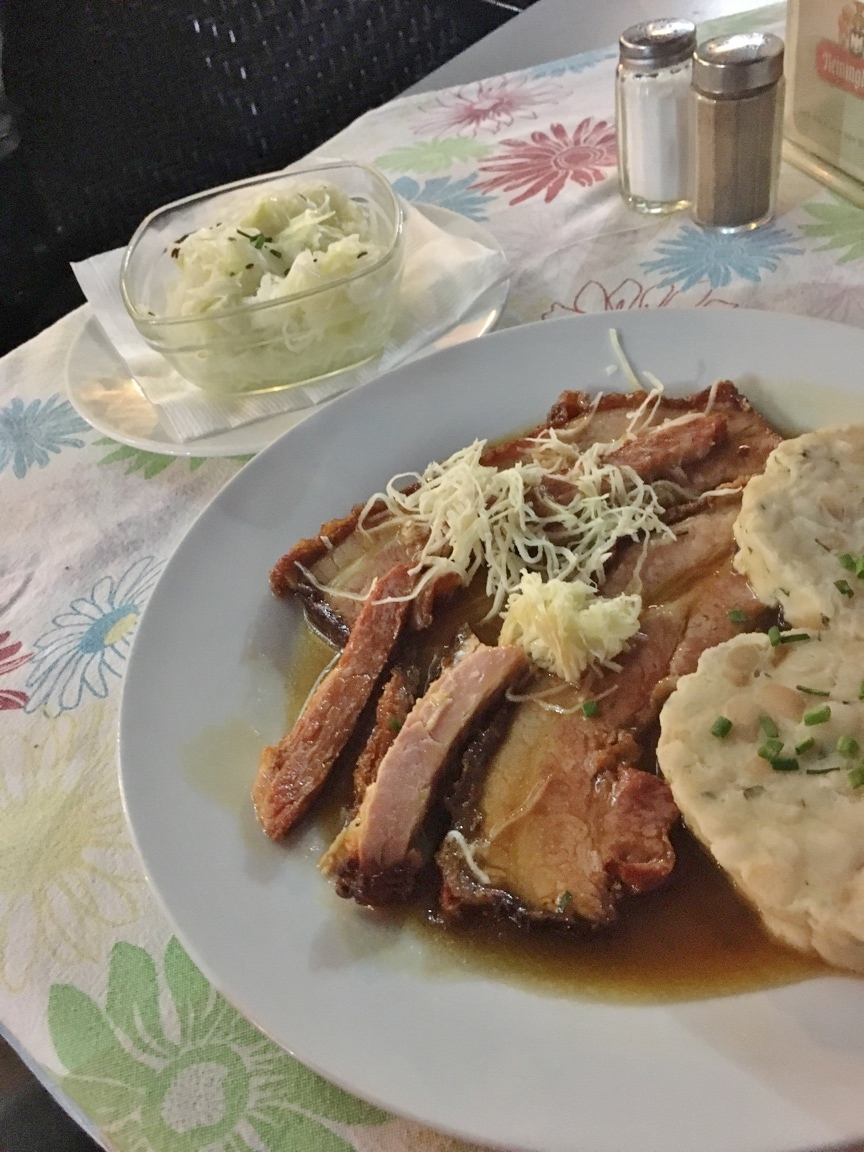
Kümmelbraten mit Serviettenknödel und Krautsalat

- Tafelspitz mit Apfel- oder Semmelkren, Schnittlauchsauce und Dillrahmfisolen
- Wiener Schnitzel traditionell vom Kalb (sonst mit dem Zusatz vom Schwein bzw. Pute oder Huhn) mit Erdäpfelsalat
- Backhendl (Hühnerteile paniert)
- Gebackenes Lämmernes
- Überbackene Fledermaus (Teilstück vom Rind)
- Gebackener Kalbskopf
- Butterschnitzel mit Petersilienerdäpfel
- Gulaschvariationen wie Saftgulasch (Gulasch auf Wiener Art) und Fiakergulasch[4]
- Zwiebelrostbraten mit Braterdäpfel
- Vanillerostbraten (Vanille steht hier für Knoblauch)
- Gefüllte Kalbsbrust
- Gedünsteter Ochsenschlepp
- Girardirostbraten
- Stephaniebraten
- Schweinsbraten mit Semmelknödel und Sauerkraut
- Geselchtes mit Sauerkraut und Knödel
- Augsburger
- Grenadiermarsch
- Krautrouladen (mit Faschiertem gefüllt)

### Fischgerichte
- Gebackener Karpfen
- Forelle blau
- Fischgulasch
- Hechtnockerl

### Innereien

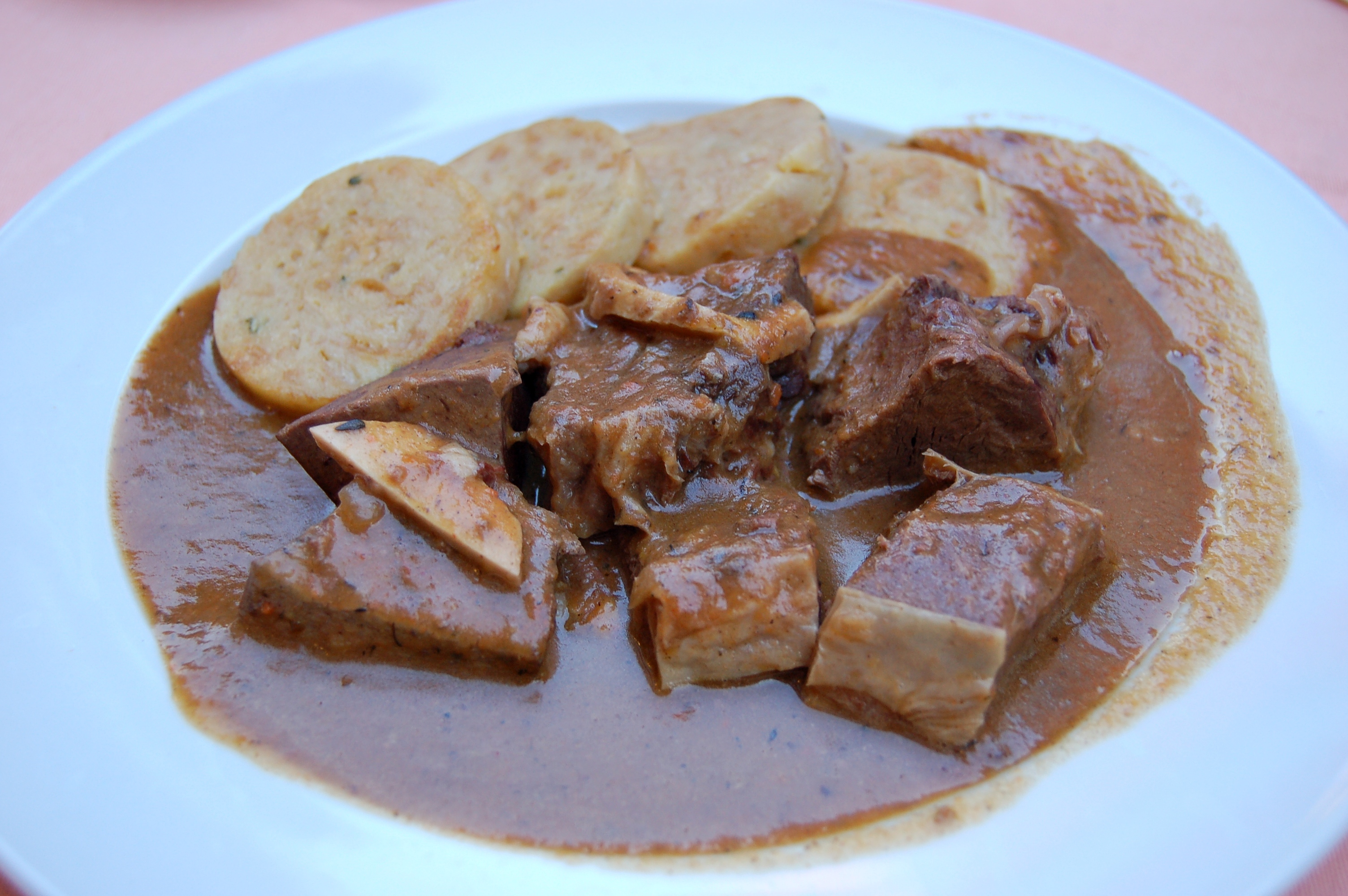
Wiener Bruckfleisch mit Serviettenknödel

- Beuschel (Lunge), auch: Salonbeuschel
- Bries
- Bruckfleisch
- Gebackene Leber
- Geröstete Leber
- Kalbszunge
- Kutteln

### Nudel- und Nockerlgerichte
- Schinkenfleckerl(n)
- Krautfleckerl(n)
- Eiernockerln

### Fleischlose Gerichte
- Schwammerlgulasch
- Knödel mit Ei

### Mehlspeisen

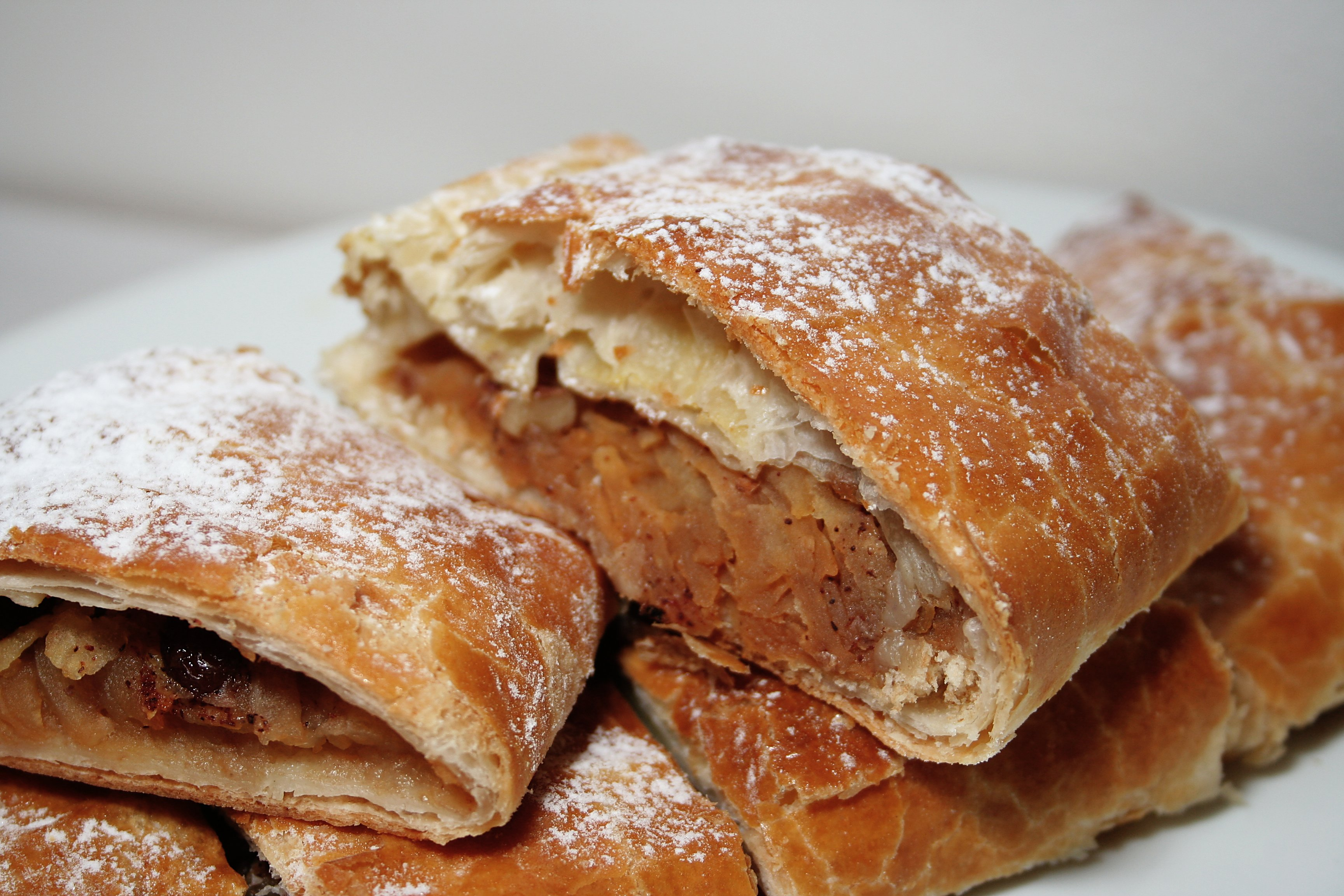
Apfelstrudel aus Blätterteig

- Sachertorte
- Kaiserschmarrn
- Scheiterhaufen
- Powidltascherln
- Gugelhupf
- Topfenstrudel mit Vanillesauce
- Millirahmstrudel
- Germknödel
- Marillenknödel
- Apfelstrudel
- Palatschinken
- Krapfen

### Beilagen und Salate
- diverse Varietäten mit Kren (als typische Beilagen zu gekochtem Rindfleisch): Semmelkren, Oberskren, Apfelkren
- Zwetschkenröster, eine Art grobes Zwetschgenkompott (als typische Beilage zu Kaiserschmarrn)
- Erdäpfelpüree
- Krautsalat
- Gurkensalat
- Kartoffelsalat
- Rote-Rüben-Salat

## Kochbücher

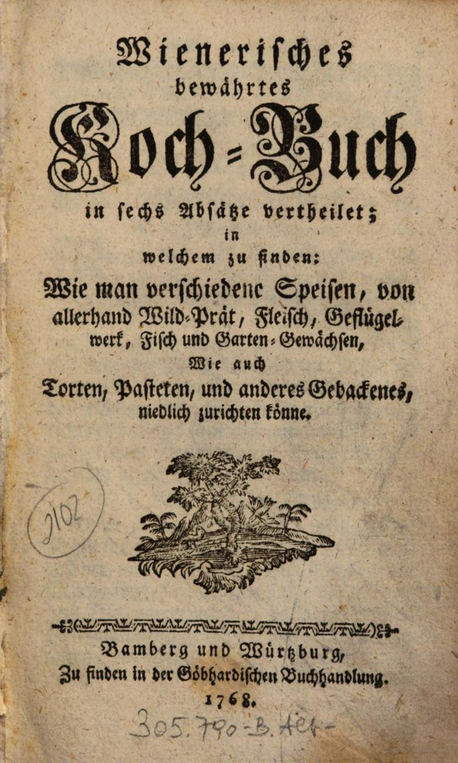
Titelblatt zu Wienerisches bewährtes Koch-Buch, Wien 1768.

- Wienerisches bewährtes Koch-Buch in sechs Absätze vertheilet; in welchem zu finden: Wie man verschiedene Speisen, von allerhand Wild-Prät, Fleisch, Geflügelwerk, Fisch und Garten-Gewächsen, Wie auch Torten, Pasteten, und anderes Gebackenes, niedlich zurichten könne. Bamberg und Würzburg 1768.
- Der Wienerische Mundkoch, oder Handbuch von Zubereitung der schmackhaftesten Speisen sowol für grosse Herrschaftliche und kleinere Tafeln; als auch für Personen, die sich einer gewöhnlichen aber delikaten Hauskost bedienen wollen, in der Kunst alle Arten von täglichen Speisen, von Geflügel und von hohem und niederem Wildpret leckerhaft zu kochen. Fische, Krebse, Schildkröten und dergleichen aufzustellen, alle Sorten von Gartengewächsen und Früchten unschädlich zu geniessen, und das vortreffliche Backwerk zu verfertigen. Nebst einem doppelten Speisezettel auf alle Tage des Jahrs. Wien 1789.
- Theresia Ballauf (verehelichte Muck): Die Wiener-Köchinn wie sie seyn soll, oder mein eigenes durch dreyßig Jahre geprüftes Kochbuch in sechs Abtheilungen. Enthält Tausend zweyhundert acht und siebenzig Speisen für Fleisch- und Fasttage, nebst allen Gattungen Backereyen, Blamascheen, Sulzen, Eingesottenen und Gefrornen, auch einem Anhang von Speißzetteln des Mittags und Nachts, nach dem neuesten Geschmack. Wien 1810.
- Anna Dorn: Neuestes Universal- oder: Großes Wiener-Kochbuch. Eine Anleitung sowohl die vornehmsten Tafeln als auch die gewöhnliche Hauskost nach dem feinsten Geschmack, der größten Eleganz und nach durchgehends selbst erprobten Erfahrungen, durch Benützung aller nur erdenklichen Wirtschaftsvortheile, mit den mindesten Kosten zu bestreiten. Tendler und von Manstein, Wien 1827.
- Anna Strobl: Die praktische Wiener Küche. Wien o. J. (um 1800).
- F. G. Zenker: Die Küche des wohlhabenden Wieners. Wien 1846.
- Maurer August: Illustrirtes Wiener Kochbuch. Ausschließlich berechnet für die feinste Küche und den vornehmsten Haushalt. Wien 1885.
- Amalie von Grünzweig: Wiener Koch- und Wirthschaftsbuch für den bürgerlichen Haushalt mit Berücksichtigung der deutschen, ungarischen, südslavischen, polnischen, böhmischen und italienischen Küche. 4. verbesserte und vermehrte Auflage, Moritz Perles, Wien 1895.
- Franz Ruhm (Hrsg.): Wiener Küche. Wien 1931.
- Alice Urbach: So kocht man in Wien! Ein Koch- und Haushaltungsbuch der gut bürgerlichen Küche. Wien 1935.
- Otto Stradal: So kocht nur eine Wienerin. Mit 35 Rezepten von Franz Ruhm. Wien 1963.
- Olga Hess, Adolf Hess, Peter Kirischitz: Wiener Küche. Neu bearbeitet von Peter Kirischitz. (... unter Berücksichtigung der 1. Auflage von 1911 und einer früheren Bearbeitung von Erich Istvan aus dem Jahre 1985), Andreas & Müller, Salzburg 2003, ISBN 3-902397-26-8. (Rezension der ursprünglichen Ausgabe: Wiener Küche. Zur Neuausgabe eines berühmten Wiener Kochbuches. In: Neues Wiener Journal, 20. Oktober 1925, S. 8 (online bei ANNO).)
- Albert Kofranek: Die gute Wiener Küche. Mit über 1500 Rezepten für die einfache und feine Küche, Schon-, Kranken- und Diätkost, und vielen praktischen Hinweisen für die Hausfrau. Kremayr & Scheriau, Wien 1959.
- Franz Maier-Bruck: Das Große Sacher-Kochbuch. Die österreichische Küche. Wien, München, Gütersloh u. a. 1975, ISBN 3-929626-27-6. (Verschiedene Ausgaben)
- Eduard Mayer, Karl Schuhmacher: Wiener Süßspeisen. 11. Auflage. Trauner, Linz 2002, ISBN 3-85320-359-0.
- Herwig Gasser, Petra Schmidt: Neue Wiener Mehlspeisen. 3. Auflage. Agens Ketterl, 2006, ISBN 3-85134-014-0
- Andreas Wojta: Meine Wiener Küche. D + R Verlagsgesellschaft, Wien 2007, ISBN 3-902469-11-0
- Ewald Plachutta, Mario Plachutta: Plachutta – meine Wiener Küche. Brandstätter, Wien 2008, ISBN 3-85033-213-6